# آباد (مريشكار)
آباد هي بلدة في مقاطعة مريشكار في ولاية قشقداريا في أوزبكستان.